# Josef Ostendorf
Josef Ostendorf (* 1956 in Cloppenburg) ist ein deutscher Schauspieler.

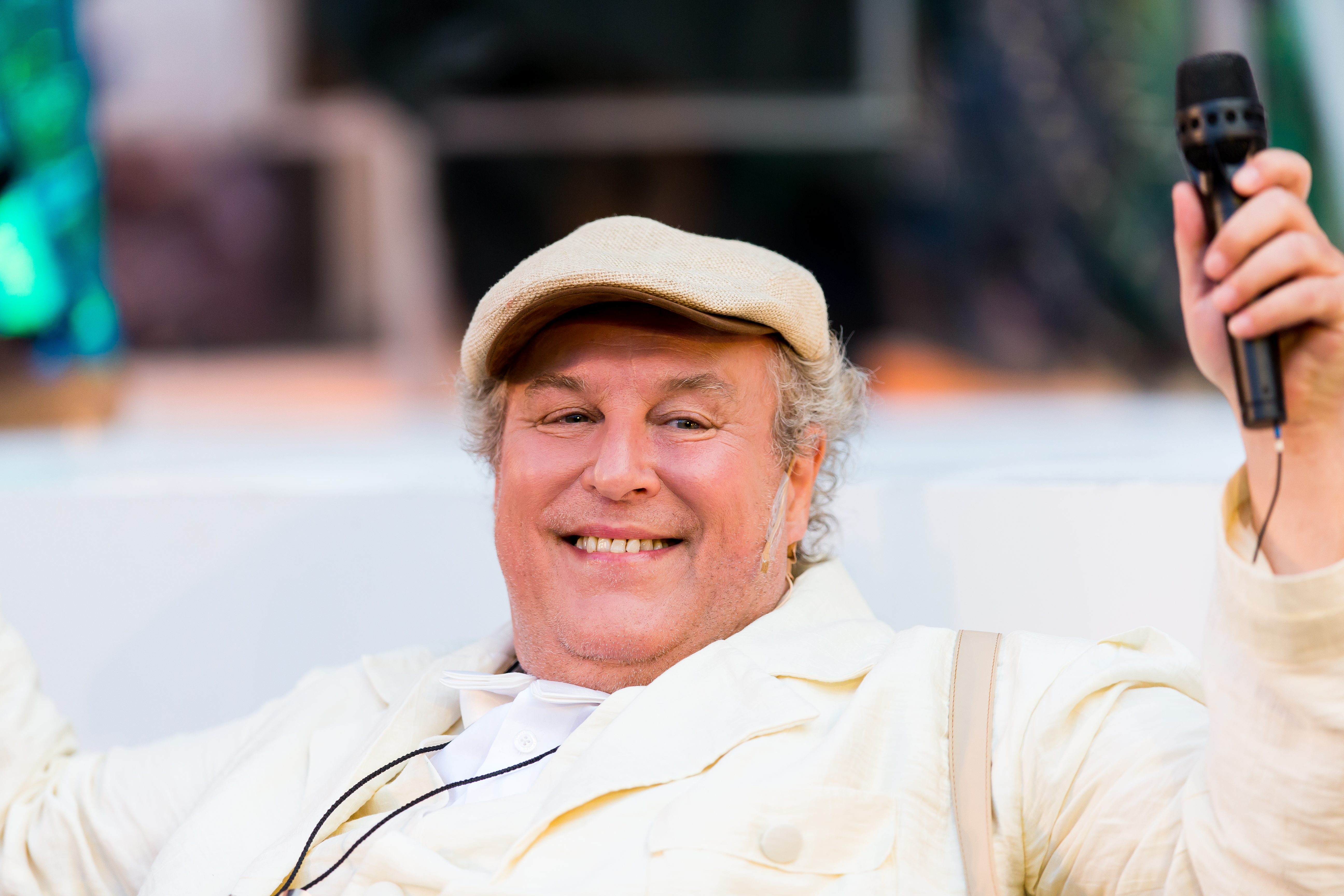
Josef Ostendorf als Drehbuchautor Charlie P. Weide bei den Nibelungenfestspielen in Worms 2016

## Karriere
Nach seinem Studium an der Schauspielschule Bochum fanden Josef Ostendorfs erste Engagements an den Bühnen in Moers, Wuppertal und Basel statt. Später war er Mitglied im Ensemble des Deutschen Schauspielhauses in Hamburg (1993–2000), des Zürcher Schauspielhauses, der Volksbühne Berlin und des Thalia Theaters in Hamburg. Seit der Spielzeit 2013/2014 ist er wieder am Deutschen Schauspielhaus verpflichtet.
Auch tritt Ostendorf seit den 1980er-Jahren vereinzelt und seit den 1990ern regelmäßig in Film und Fernsehen auf. So spielte er etwa im ersten Kinofilm der Augsburger Puppenkiste, Die Story von Monty Spinnerratz (1996), die menschliche Hauptrolle des bösen New Yorker Immobilienspekulanten Mr. Dollart sowie im Weiteren den Vater in Otto – Der Katastrofenfilm (2000). Ostendorf verkörperte zudem zahlreiche Episodenrollen in verschiedenen Krimireihen und -serien, etwa in Adelheid und ihre Mörder, Die Pfefferkörner oder Tatort.
2002 und 2003 war Ostendorf in der Rolle des Gernot bei den Nibelungenfestspielen in Worms zu sehen. 2005 und 2006 gastierte er im Schauspielhaus Frankfurt. Unter anderem spielte er dort den Dionysos in Die Bakchen. Im November 2006 war Josef Ostendorf im Kinofilm Eden und 2008 in Heinrich Breloers Mann-Verfilmung Buddenbrooks als Senator Möllendorpf zu sehen.

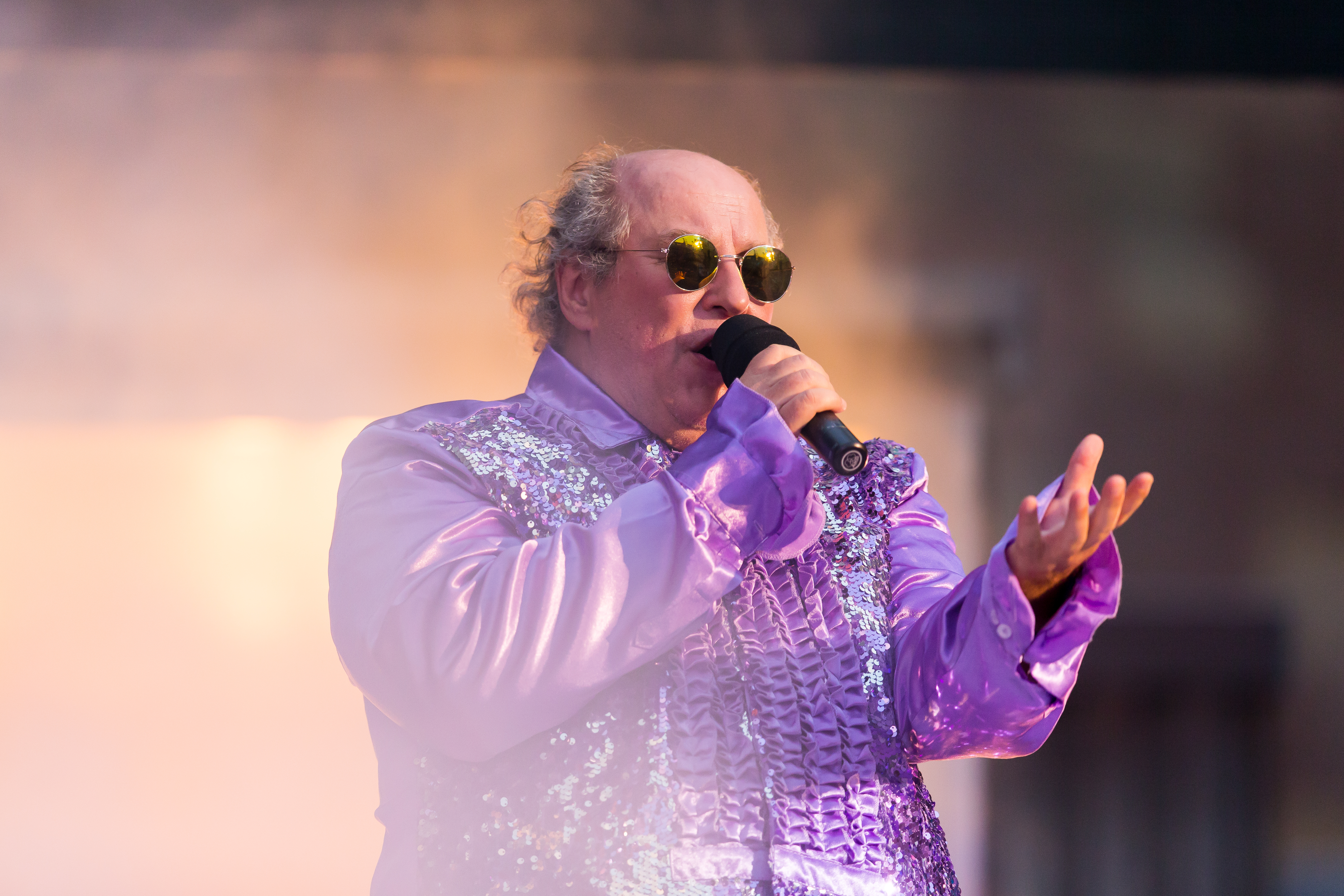
Josef Ostendorf als Drehbuchautor Charlie P. Weide bei den Nibelungenfestspielen in Worms 2016

Regelmäßig spielt Ostendorf in Inszenierungen von Christoph Marthaler mit (u. a. Die Stunde Null oder Die Kunst des Servierens, Dantons Tod, Schutz vor der Zukunft). In der Marthaler-Inszenierung an der Berliner Volksbühne Die Fruchtfliege spielt Josef Ostendorf einen Genforscher, der im Abendkleid „Music of the Night“ singt.

## Filmografie (Auswahl)
- 1994: Das letzte Siegel
- 1995–1998: Evelyn Hamanns Geschichten aus dem Leben (Fernsehserie; 3 Episoden)
- 1996: Adelheid und ihre Mörder (Fernsehserie, Folge Mord stand nicht auf dem Programm)
- 1996: Die Story von Monty Spinnerratz (Regie: Michael F. Huse)
- 1997: Bella Block: Tod eines Mädchens
- 1997–2001: St. Angela (Fernsehserie)
- 1999: Schimanski: Sehnsucht
- 2000: Otto – Der Katastrofenfilm
- 2001–2003: Die Pfefferkörner (Fernsehserie; 3 Episoden)
- 2001: Army Go Home! (Buffalo Soldiers)
- 2002: Sophiiiie!
- 2003: Sommernachtstod
- 2003: Donna Leon – Venezianisches Finale
- 2006: Eden
- 2007: Tatort – Sterben für die Erben (Regie: Lars Montag)
- 2008: Buddenbrooks (Regie: Heinrich Breloer)
- 2009: Die Rebellin (Regie: Ute Wieland)
- 2009: Nachtschicht – Wir sind die Polizei
- 2011: Der ganz große Traum (Regie: Sebastian Grobler)
- 2012: Polizeiruf 110 – Fieber (Regie: Hendrik Handloegten)
- 2013: Tatort – Schwindelfrei (Regie: Justus von Dohnányi)
- 2014: Tatort – Mord ist die beste Medizin (Regie: Thomas Jauch)
- 2015: Rettet Raffi! (Regie: Arend Agthe)
- 2017: Harter Brocken – Die Kronzeugin
- 2018: SOKO Donau - Nemesis
- 2020: Schwartz & Schwartz – Wo der Tod wohnt

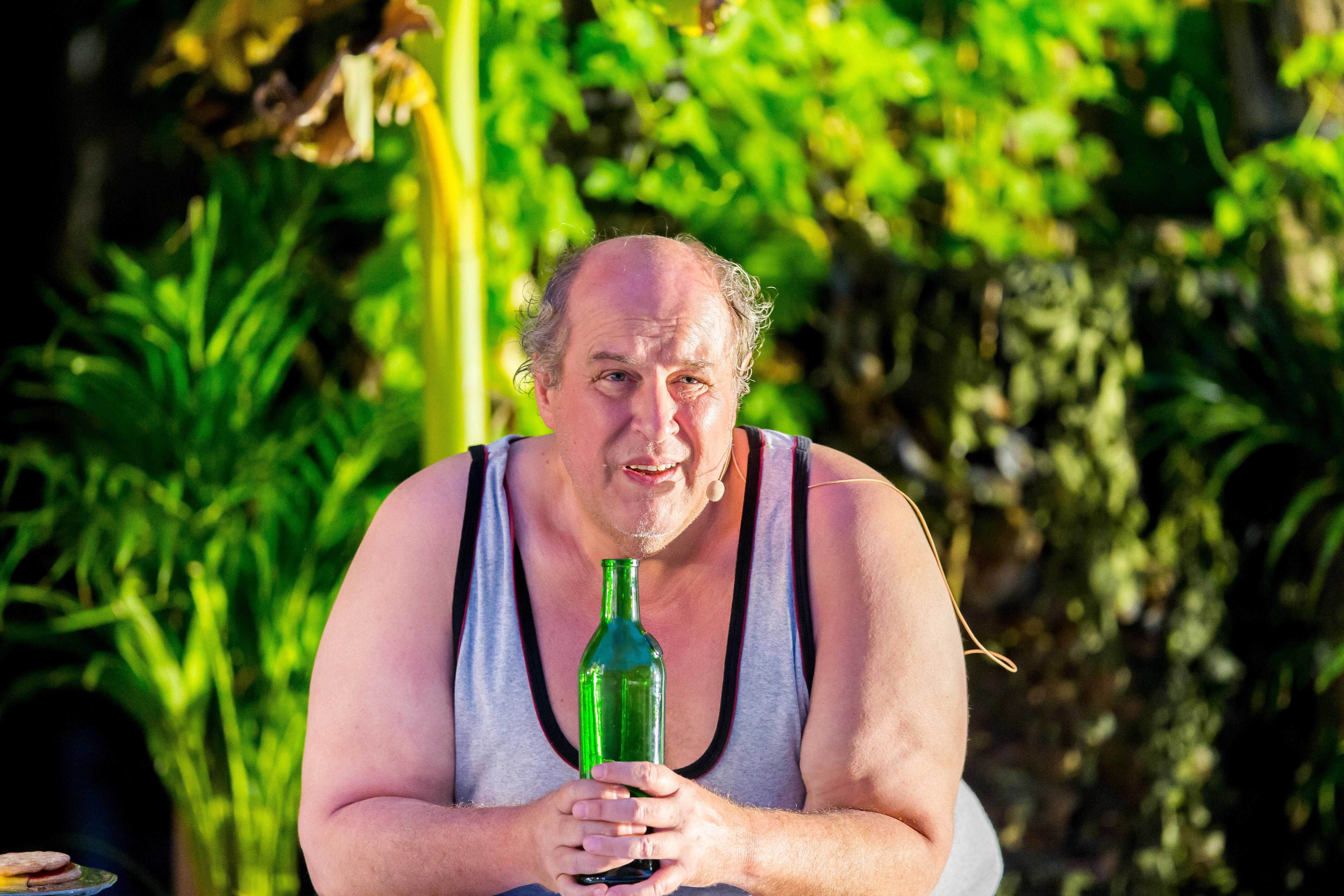
Josef Ostendorf als Drehbuchautor Charlie P. Weide bei den Nibelungenfestspielen in Worms 2016

- 2023: Sophia, der Tod und ich

## Theater (Auswahl)
- 2011: ThaliaTheater in Hamlet
- 2018: Salzburger Festspiele: Hunger (Hamsun) in der Regie von Frank Castorf

## Hörspiele
- 2013: E. M. Cioran: Vom Nachteil, geboren zu sein – Regie: Kai Grehn (Hörspiel – SWR)
- 2014: Walt Whitman: Children of Adam – Übersetzung und Regie: Kai Grehn (Klangkunst – RB / DKultur / SWR), Hörbuch Hamburg, ISBN 978-3-89903-914-6
- 2014: Tom Peuckert: Klassiker Europas – Regie: Oliver Sturm (Literarische Séance – RBB)
- 2015: Franz Werfel: Die vierzig Tage des Musa Dagh (als Johannes Lepsius) – Regie: Kai Grehn (SWR / HR / NDR / Der Hörverlag), ISBN 978-3-8445-1829-0
- 2016: Antoine de Saint-Exupéry: Der kleine Prinz – Übersetzung und Regie: Kai Grehn (Hörspiel –  WDR / Hörbuch Hamburg / Silberfisch), ISBN 978-3-86742-309-0
- 2022: Jane Austen: Stolz & Vorurteil (als Mr Bennet) – Bearbeitung und Regie: Kai Grehn (Hörspiel – HR / Deutschlandfunk Kultur / Der Hörverlag), ISBN 978-3-8445-4522-7
- 2022: Annalisa Cantini, Alexandra Ava Koch, Anna Neata, Frieda Paris und Felicitas Prokopetz: Fuß auf Blech – Regie: Franziska Stuhr (Deutschlandfunk Kultur in Zusammenarbeit mit der Universität für angewandte Kunst Wien)
- 2023: Kai Grehn: Die Causa Jeanne d'Arc – Regie: Kai Grehn (Hörspiel – SWR/RBB)
- 2024: Tove Jansson: Die Mumins (Hörspiel – WDR)[3]